# Verzorgingsplaats Het Gevlocht
Verzorgingsplaats Het Gevlocht is een verzorgingsplaats aan de Nederlandse A67 tussen aansluiting Asten en aansluiting Liessel in de richting Venlo. Aan de andere kant van de snelweg ligt de verzorgingsplaats De Leysing. Beide liggen in de gemeente Asten.
Richting Duisburg: Het Goor · Meelakkers · Het Gevlocht · Deersels · Zwartewater
Richting Antwerpen: Venlose Heide · Reunen · De Slenk · Helenaveen · De Leysing · Oeijenbraak · Oeienbosch · De Beerze